# Olios striatus
Olios striatus là một loài nhện trong họ Sparassidae.
Loài này thuộc chi Olios. Olios striatus được John Blackwall miêu tả năm 1867.